# Lucy Bronze
Lucia Roberta „Lucy“ Tough Bronze, MBE (* 28. Oktober 1991 in Berwick-upon-Tweed) ist eine englische Fußballspielerin, die seit 2024 für Chelsea spielt. Seit 2013 ist sie auch englische Nationalspielerin, mit der Nationalelf wurde sie 2022 im eigenen Land Europameisterin. 2019 wurde sie zu Europas Fußballerin des Jahres gewählt und 2020 wurde sie als erste englische Spielerin zur FIFA-Weltfußballerin des Jahres gewählt.
Zwischenzeitlich spielte die Außenverteidigerin drei Jahre für Olympique Lyon, mit dem sie dreimal französischer Meister wurde. Bronze gewann die UEFA Women’s Champions League bisher fünfmal und war die erste englische Spielerin, die im Bewerb mit zwei Vereinen triumphierte.

## Karriere

### Verein
Bronze begann ihre Karriere beim Sunderland WFC und erreichte mit diesem unter anderem das Finale um den FA Women’s Cup 2009, das mit 1:2 gegen den Arsenal LFC verloren ging. Als Sieger der Northern Division 2009 war die Mannschaft zur Saison 2009/10 in die National Division der FA Women’s Premier League aufgestiegen.
2009 wechselte sie kurzzeitig zum Studium an die University of North Carolina at Chapel Hill und lief für deren Hochschulmannschaft der North Carolina Tar Heels auf. Nach ihrer Rückkehr nach England wechselte sie 2010 zur Frauenmannschaft des FC Everton. In der FA Women’s Premier League 2009/10 war Everton Vizemeister geworden und hatte sich damit für die Qualifikationsrunde zur UEFA Women’s Champions League 2010/11 qualifiziert. Bronze wurde aber erst in den sechs Spielen der Finalrunde eingesetzt. Das Aus kam im Viertelfinale durch zwei Niederlagen gegen den deutschen Vizemeister FCR 2001 Duisburg. In der Premierensaison der FA Women’s Super League und 2012 belegte Everton jeweils den dritten Platz und verpasste damit die Champions League.

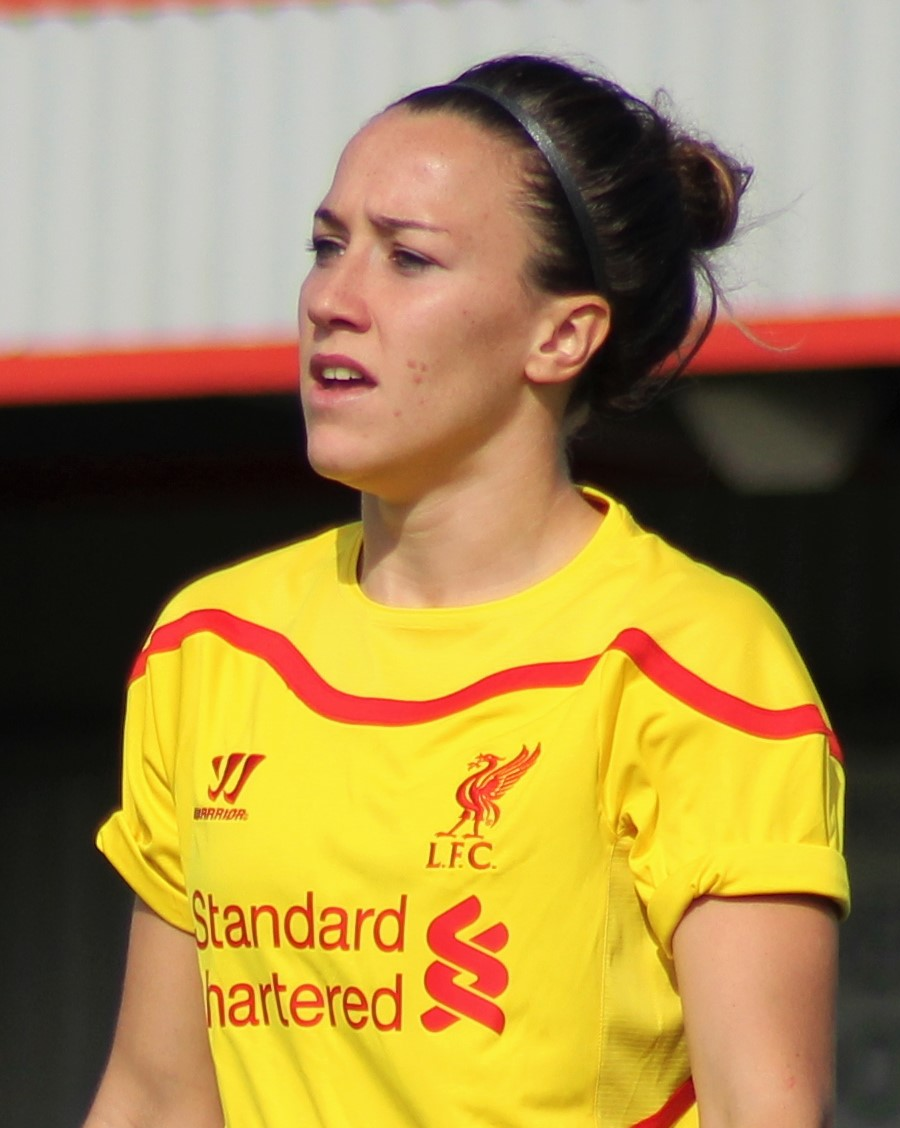
Bronze während ihrer Zeit in Liverpool (2014)

Nach zwei Jahren zog sie weiter zum Lokalrivalen Liverpool LFC. Mit Liverpool gewann sie 2013 und 2014 zweimal in Folge die englische Meisterschaft und qualifizierte sich für die UEFA Women’s Champions League 2014/15. Hier scheiterte Liverpool aber bereits im Sechzehntelfinale nach einem 2:1-Heimsieg durch eine 0:3-Auswärtsniederlage am schwedischen Meisterschaftsdritten Linköpings FC.

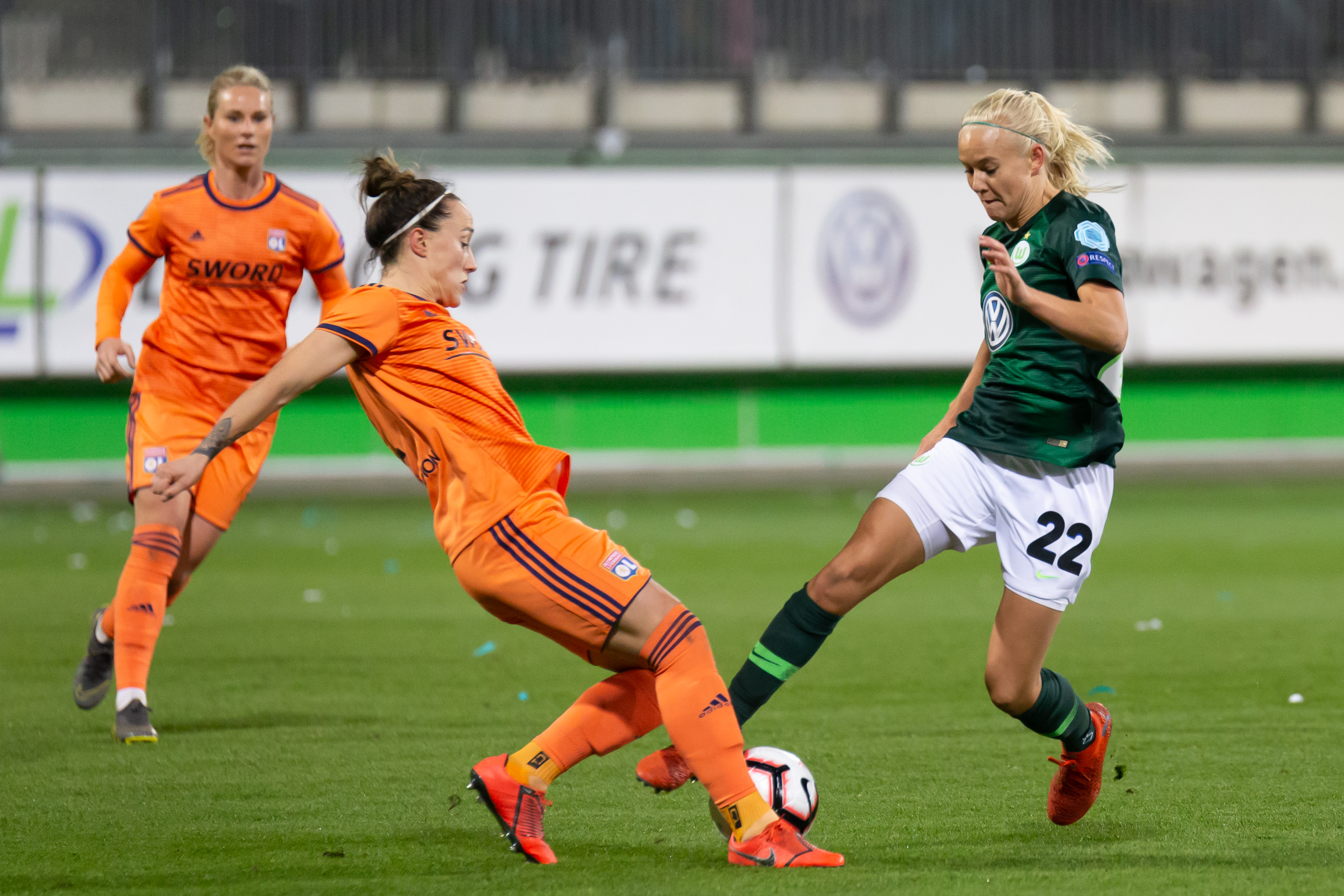
Bronze im Zweikampf mit Pernille Harder (Champions-League-Viertelfinale 2019)

Bronze schloss sich zur Saison 2015 den Frauen von Manchester City an. Mit Manchester City wurde sie 2016 erneut englische Meisterin und gewann den WSL Cup. In der UEFA Women’s Champions League 2016/17 bestritt sie acht Spiele und erzielte dabei drei Tore. Im Halbfinale gegen Olympique Lyon kam das Aus nach einer 1:3-Heimniederlage und einem 1:0-Auswärtssieg.
Nach der Vizemeisterschaft 2017 und dem Gewinn des FA Women’s Cup wechselte sie zu Olympique Lyon und wurde dort in zwei Spielzeiten französische Meisterin und gewann 2019 den Coupe de France féminine. Mit Lyon gewann sie zudem die UEFA Women’s Champions League 2017/18 und sicherte den Finaleinzug durch das einzige Tor im Halbfinale gegen ihren Ex-Verein Manchester City.
Im Juli 2018 nahm sie mit der Mannschaft am erstmals ausgespielten Women’s International Champions Cup teil, wo sie im Halbfinale ebenfalls auf ihren Ex-Verein traf und mit 3:0 gewann. Das Finale wurde dann mit 0:1 gegen North Carolina Courage verloren.
In der UEFA Women’s Champions League 2018/19 konnte der Titel durch einen 4:1-Finalsieg gegen den spanischen Vizemeister FC Barcelona verteidigt werden. Bronze kam in allen neun Spielen über die gesamte Spielzeit zum Einsatz und erzielte ein Tor beim 9:0 gegen Ajax Amsterdam. Auch 2019/20 konnte der europäische Titel verteidigt und zudem das Double gewonnen werden. Danach kehrte sie nach Manchester zurück, wo sie einen Zweijahresvertrag erhielt. Verletzungsbedingt kam sie in der Saison 2021/22 erst am Saisonende zu 13 Einsätzen. Nach Ablauf des Vertrags im Juni 2022 beendete sie ihre Engagement in Manchester und wechselte zum FC Barcelona.
Für die Gruppenphase der UEFA Women’s Champions League 2022/23 war sie mit Barcelona automatisch qualifiziert. Bronze wurde in fünf Gruppenspielen eingesetzt und erreichte als Gruppensieger das Viertelfinale, wo sie im März 2023 auf den AS Rom traf, dessen Frauen erstmals an der Champions League teilnehmen. Barcelona setzte sich mit 1:0 und 5:1 durch. Im Halbfinale traf Barça auf Chelsea und konnte sich nach einem 1:0-Sieg in London ein 1:1 im Heimspiel erlauben, um zum dritten Mal in Folge das Finale zu erreichen.
Bronze verpasst aufgrund einer Knieverletzung das Halbfinalrückspiel sowie mehrere Ligaspiele und kehrte erst einige Tage vor dem Champions-League-Finale ins Mannschaftstraining zurück. Am 4. Juni 2023 bestritt Bronze ihr viertes CL-Finalspiel. Barcelona konnte einen 0:2 Rückstand gegen den VfL Wolfsburg in der zweiten Spielhälfte mit drei Toren drehen und gewann mit 3:2 zum zweiten Mal den Wettbewerb.
2024 wurde sie erneut für den Ballon d’Or féminin nominiert. Sie belegte aber nur den 20. Platz.

### Nationalmannschaft

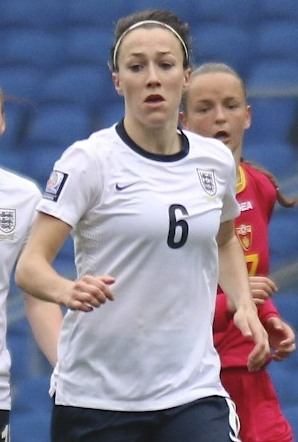
Lucy Bronze im Trikot der Nationalmannschaft (2014)

Bronze nahm mit der englischen U-19 an den U-19-Fußball-Europameisterschaften 2009 und 2010 teil, wobei nach dem Triumph 2009 in Belarus beim darauffolgenden Turnier der zweite Platz erreicht wurde. Bei der U-20-Weltmeisterschaft 2010 kam sie in allen drei Spielen Englands zum Einsatz. Am 26. Juni 2013 debütierte Bronze gegen Japan in der englischen A-Nationalmannschaft.
Bei der Fußballweltmeisterschaft 2015 in Kanada gehörte Bronze zum englischen Kader. Sie stand in sechs Spielen in der Startelf und spielte immer bis zum Ende des Spiels. Nur im dritten Gruppenspiel gegen Kolumbien wurde sie nicht eingesetzt. Im Achtelfinale gegen Norwegen erzielte sie den 2:1-Siegtreffer, wodurch England erstmals ein K.-o.-Spiel bei der WM gewann. Dieses Tor wurde Kandidat für das „Tor des Turniers“. Auch im Viertelfinale gegen Gastgeber Kanada gelang ihr das zweite Tor für England. Kanada kam zwar noch einmal auf 1:2 heran, konnte aber kein weiteres Tor erzielen, womit England erstmals im Halbfinale stand. Im Halbfinale gegen Titelverteidiger Japan unterlief ihrer Mitspielerin Laura Bassett in der zweiten Minute der Nachspielzeit bei einem Abwehrversuch das entscheidende Eigentor zum 1:2-Endstand. England verpasste dadurch eine mögliche Verlängerung und das Finale. Im Spiel um Platz 3 gelang ihr mit ihrer Mannschaft erstmals ein Sieg gegen Deutschland.
In der Qualifikation für die EM 2017 kam sie zu fünf Einsätzen, in denen sie mithalf kein Gegentor zu kassieren. Bei der EM kam sie in zwei Gruppen- und zwei K.o.-Spielen zum Einsatz. Durch eine 0:3-Niederlage im Halbfinale gegen die Gastgeberinnen verpassten die Engländerinnen das Finale.
In der Qualifikation für die WM 2019 war sie die einzige Engländerin, die alle acht Spiele mitmachte. Bei den 6:0-Siegen gegen Kasachstan und Russland erzielte sie je ein Tor. Mit sieben Siegen und einem Remis qualifizierten sich die Engländerinnen als Gruppensiegerin für die WM.
Ende Februar/Anfang März 2019 gehörte sie zum Kader, der erstmals den SheBelieves Cup gewann, und spielte in den drei Spielen jeweils über die volle Distanz. Sie wurde für die WM 2019 nominiert und spielte damit ihre zweite WM. Bei der WM kam sie in allen sieben Spielen der englischen Mannschaft zum Einsatz, wobei sie keine Minute verpasste und beim 3:0 gegen Norwegen im Viertelfinale das letzte Tor erzielte. Sie wurde in dem Spiel als „Spielerin des Spiels“ ausgezeichnet. Am Ende sprang für ihre Mannschaft der vierte Platz heraus und für sie der „Silberne Ball“ als zweitbeste Spielerin des Turniers.
Am 27. Mai 2021 wurde sie für das Team GB nominiert, das an den wegen der COVID-19-Pandemie um ein Jahr verschobenen Olympischen Spielen in Tokio teilnahm. Bei den Spielen wurde sie im ersten und dritten Gruppenspiel, bei denen sie jeweils über 90 Minuten spielte, und im Viertelfinale gegen Australien eingesetzt, dort aber erst in der 58. Minute eingewechselt. Die Britinnen verloren mit 3:4 nach Verlängerung.
In der Qualifikation für die WM 2023 kam sie verletzungsbedingt erst in den beiden Spielen im April 2022 zum Einsatz. Am 17. Mai 2022 wurde sie für den vorläufigen EM-Kader benannt. Am 15. Juni wurde sie auch für den finalen Kader berücksichtigt. Bei der EM wurde sie in allen sechs Spielen ihrer Mannschaft eingesetzt, erzielte ein Tor, gab zu zwei Toren die Vorlage und beendete das Turnier mit dem ersten EM-Titel für England. Das Finale gegen Deutschland war ihr insgesamt 100. Länderspiel – inkl. der vier Spiele für die britische Mannschaft bei den Olympischen Spielen 2020. Für England spielte sie zum 100. Mal am 11. Oktober 2022 beim torlosen Remis im Freundschaftsspiel gegen Tschechien.

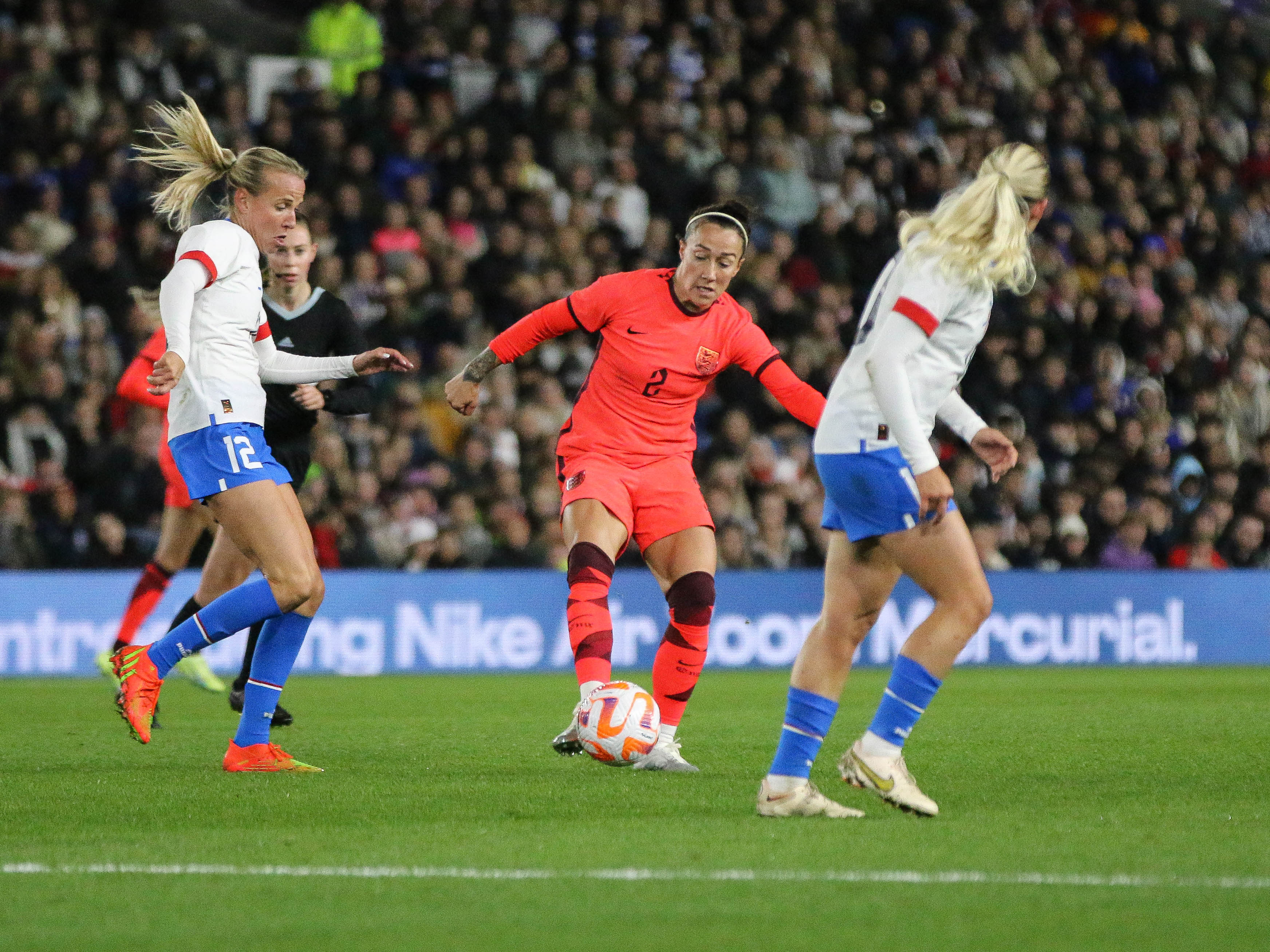
Bronze während eines Freundschaftsspiels gegen die Tschechische Republik, Oktober 2022

Sie wurde auch in den letzten beiden Spielen der Qualifikation für die WM 2023 nach der EM eingesetzt und qualifizierte sich am 3. September mit ihrer Mannschaft durch einen 2:0-Sieg in Wiener Neustadt gegen Österreich für die WM-Endrunde. Am 31. Mai 2023 wurde sie als eine von 23 Spielerinnen für die WM-Endrunde in Australien und Neuseeland nominiert. Im Kader war sie die Spielerin mit den meisten Länderspielen. Sie kam in allen sieben Spielen zum Einsatz und erreichte mit ihrer Mannschaft erstmals das Finale, das aber mit 0:1 gegen Spanien verloren wurde. Da die WM für die europäischen Mannschaften nicht mehr als Qualifikation für die folgenden Olympischen Spiele galt, stattdessen die UEFA Women’s Nations League 2023/24, bei der sie in der Gruppenphase nur Zweite wurden, konnte die britische Mannschaft nicht am olympischen Fußballturnier 2024 in Paris teilnehmen.
2025 nahm sie mit ihrer Mannschaft erneut an der Europameisterschaft teil und stand in allen Spielen bis hin zum Finale auf dem Platz. Erst nach dem Titelgewinn wurde bekannt, dass sie das gesamte Turnier mit einem Bruch im Schienbein absolviert hat.

## Erfolge
Nationalmannschaft
- U-19-Europameisterin: 2009
- SheBelieves-Cup-Siegerin: 2019

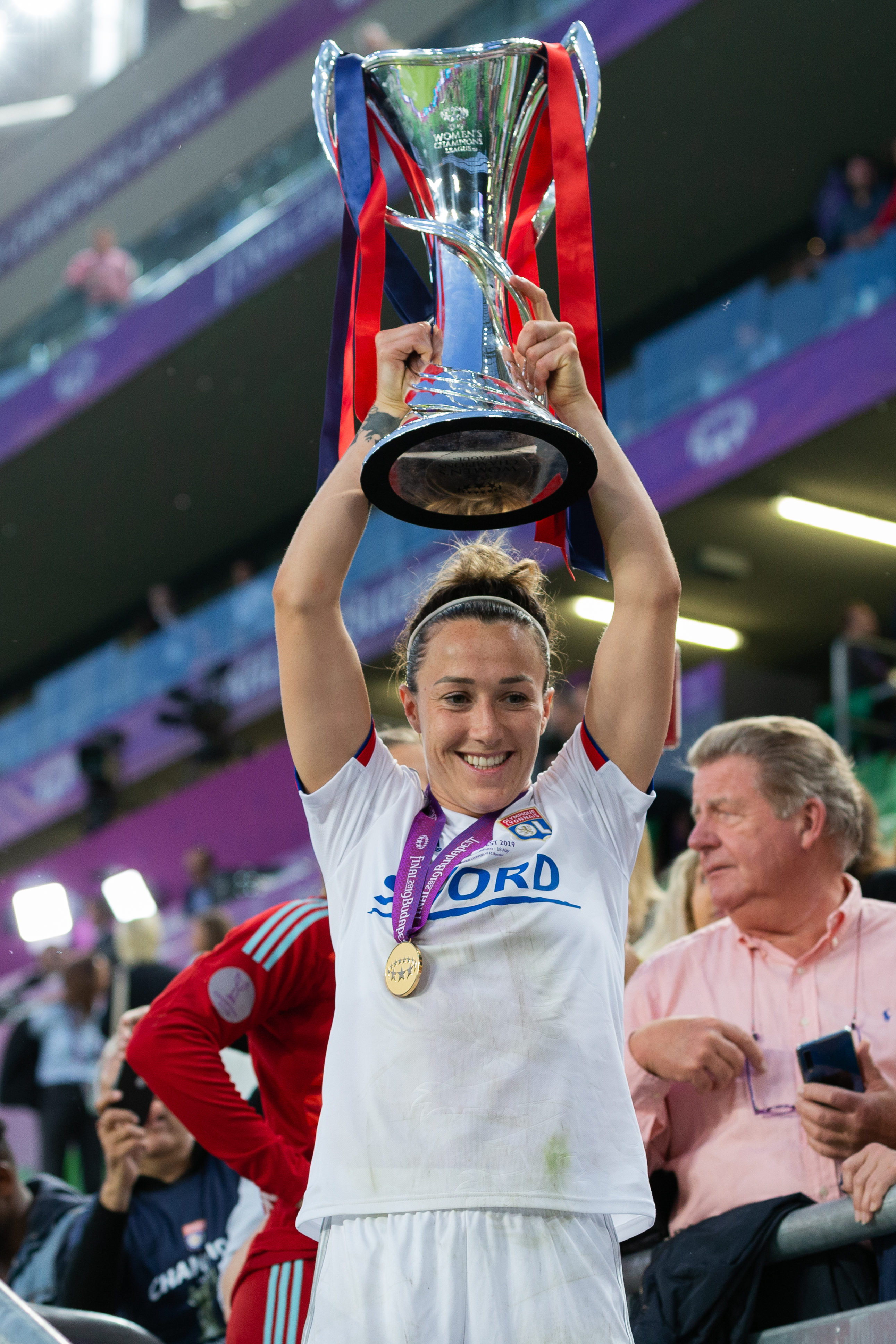
Lucy Bronze mit dem Pokal der UEFA Women’s Champions League (2019)

- Arnold Clark Cup Siegerin 2022 und 2023
- Europameisterin 2022, 2025
- Vizeweltmeisterin 2023

Vereinserfolge
- Englische Meisterin: 2013, 2014 (FC Liverpool), 2016 (Manchester City)
- FA-WSL-Cup-Siegerin: 2017, 2022 (Manchester City)
- FA-Women’s-Cup-Siegerin: 2017, 2020 (Manchester City)
- Französische Meisterin: 2018, 2019, 2020 (Olympique Lyon)
- UEFA-Women’s-Champions-League-Siegerin: 2018, 2019, 2020 (Lyon), 2023, 2024 (FC Barcelona)
- Coupe-de-France-féminine-Siegerin: 2019, 2020 (Lyon)
- Spanische Supercupsiegerin 2022/23, 2023/24 (Barcelona)
- Spanische Meisterin 2022/23, 2023/24 (Barcelona)
- Copa de la Reina 2023/24 (Barcelona)

## Auszeichnungen
- 2019: „Silberner Ball“ als zweitbeste Spielerin der WM 2019
- 2019: Europas Fußballerin des Jahres
- 2020: FIFA-Weltfußballerin des Jahres